# Universiteit van Kyoto
De Universiteit van Kyoto (京都大学, Kyōto daigaku), of Kyodai (京大, Kyōdai), is een Japanse, nationale universiteit in Kyoto. Het is de op een na oudste universiteit van Japan en voorheen een van de keizerlijke universiteiten van Japan. De universiteit heeft in totaal ongeveer 22.000 studenten.
De universiteit werd in 2007 22e op de lijst van beste universiteiten ter wereld.

## Geschiedenis
De voorloper van de universiteit van Kyoto was de Seimikyoku (舎密局, scheikundeschool), opgericht in Osaka in 1436. Anders dan de naam doet vermoeden werd er ook natuurkunde onderwezen (舎密 is de transcriptie van het Nederlandse woord chemie). In 1886 werd de Daisan kōtō gakkō (第三高等学校, Derde hogere school) gesticht in plaats van Seimi-kyoku.
In 1897 kreeg de school de status van universiteit en werd onderdeel van de Japanse, keizerlijke universiteiten onder de naam Keizerlijke Universiteit Kyoto (京都帝国大学, Kyōto teikoku daigaku). In hetzelfde jaar werd ook het college van wetenschap en technologie opgericht.
Na de Tweede Wereldoorlog werd de universiteit zoals die vandaag de dag bestaat opgericht. Hiertoe werden de keizerlijke universiteit en de Daisan kōtō gakkō gefuseerd.
Sinds 2004 is de universiteit onderdeel van een nationale universiteitencoöperatie onder een nieuwe wet.
De huidige rector is Kazuo Oike.

## Campussen
De universiteit heeft drie campussen in Yoshida, Kyoto; in Gokashō, Uji; en in Kyoto, Kyoto.
Campus Yoshida is de hoofdcampus, met enkele laboratoria in Uji.

## Faculteiten en scholen
- Geïntegreerde Menselijke Studies (総合人間学部)
- Letteren (文学部)
- Onderwijs(教育学部)
- Rechten (法学部)
- Economie (経済学部)
- Wetenschap (理学部)
- Medicijnen (医学部)
  - Universitair Ziekenhuis
- Farmacologie (薬学部)
- Technische wetenschappen(工学部)
- Landbouw (農学部)
  - Experimentele landbouw
  - Universitaire bosbouw
  - Mens & milieu
- Energiewetenschappen
- Aziatische en Afrikaanse studies.
- Informatica
- Biostudies
- Wereldmilieustudies

## Noemenswaardige alumni
Veel bekende mensen zijn afgestudeerd aan de universiteit van Kyoto, waaronder vijf winnaars van de Nobelprijs :
- Hideki Yukawa – winnaar van de Nobelprijs voor de Natuurkunde in 1949. Tevens eerste Japanse winnaar van een Nobelprijs.
- Shinichiro Tomonaga – winnaar van de Nobelprijs voor de Natuurkunde in 1965.
- Kenichi Fukui - winnaar van de Nobelprijs voor de Scheikunde in 1981.
- Susumu Tonegawa – winnaar van de Nobelprijs voor de Fysiologie of Geneeskunde in 1987.
- Ryoji Noyori - winnaar van de Nobelprijs voor de Scheikunde in 2001.